# Rifugio Giovanni Battista Ferraro
Das Rifugio Giovanni Battista Ferraro (auch Rifugio G.B. Ferraro oder kurz Rifugio Ferraro) ist eine Schutzhütte im Aostatal in den Walliser Alpen. Sie liegt in einer Höhe von 2066 m s.l.m. im Seitental Valle d'Ayas in der Nähe des Vallone della Forca innerhalb der Gemeinde Ayas. Die Hütte wird von Anfang Mai bis Mitte September bewirtschaftet und bietet in dieser Zeit 26 Bergsteigern Schlafplätze.
Die Hütte wird im Rahmen des Höhenwanderwegs Alta via della Val d'Aosta n.1 begangen.

## Aufstieg
Von Saint-Jacques, einem Ortsteil von Ayas, erreicht man die Hütte auf bequemen Wegen binnen 45 Minuten. Man folgt dabei den Beschilderungen zum Ortsteil Resy.

## Geschichte
Die Schutzhütte in ihrem heutigen Erscheinungsbild wurde bereits im Jahr 1560 errichtet und letztmals 1968 renoviert. Das Dorf Resy ist eine alte Walser-Gründung.

## Tourenmöglichkeiten

### Übergänge
- Übergang zur Schutzhütte Rifugio Ottorino Mezzalama (3036 m).
- Übergang zur Schutzhütte Rifugio Guide Frachey (2072 m).
- Übergang zur Rifugio Quintino Sella (3585 m).
- Übergang nach Gressoney - Stafal über den Col di Bettaforca (2672 m)

### Gipfeltouren
Folgende Gipfel können von der Hütte erreicht werden:
- Monte Rosso (3021 m)
- Palon di Resy (2675 m)
- Punta Bettolina (2996 m)
- Monte Bettaforca (auch Bättaforkohopt genannt) (2971 m)